# 安崎求
安崎 求（あざき もとむ、1960年3月7日 - ）は、日本の俳優、声優。宮崎県延岡市出身。特技は声楽・ジャズボーカル・ピアノ・タップダンス・剣道と多彩である。

## 来歴・人物
東京芸術大学声楽科卒。日本芸術センターを経て、ミュージカル『ファンタスティックス』のマット役でデビュー。野沢那智主催の劇団薔薇座に入団し頭角をあらわす。『レ・ミゼラブル』の日本初演でマリウス役に抜擢され、数々のミュージカルで主要キャストを演じる。現在は俳優の他、歌唱指導・演出などスタッフとしても活躍している他、各養成所で若手の指導にも当たっている。青二プロダクション、日音プロモーション、添田事務所（現：S・T・O）を経て、ホリプロ・ブッキング・エージェンシー所属。国立音楽大学　教授
女優の鈴木ほのかは妻。鈴木とは『プリンセスと魔法のキス』で共演している。

## 出演

### 舞台
- ファンタスティックス（英語版） マット 役
- シラキュースから来た男達 ドローミオ 役
- 踊れ!艦隊のレディ達 艦長 役
- アパートの鍵貸します シェルドレイク 役
- レ・ミゼラブル マリウス 役・プルベール 役、20周年記念公演以降：テナルディエ 役
- スウィート・チャリティ オスカー 役
- ミスター・シンデレラ ジム 役
- おお!活動狂時代 DW・グリフィス 役
- その男・ゾルバ ニコ 役
- ミス・サイゴン クリス 役
- ガラスの動物園 トム 役
- ブロードウェイ物語 リチャード・ロジャーズ 役
- 山彦ものがたり 漁師 役
- はだしのゲン 父 役
- 王様と私 ルンタ 役
- 紳士は金髪がお好き ヘンリー 役
- シェルブールの雨傘 デュプール 役
- THE SHOW YOURS
- カンパニー 〜結婚しない男〜 ポール 役
- ザ・キッチン マイケル 役
- 世界中がアイ・ラヴ・ユー フェリー 役 他
- 風と共に去りぬ チャールズ・ハミルトン 役
- マイ・フェア・レディ ハリー 役
- チャーリーはどこだ? ジャック・チェスニー 役
- サタデー・ナイト・フィーバー フランク 役
- 十二夜 サートービー 役
- ユーリン・タウン ストロング 役・ミセス ミレニアム 役 他
- 幸せ・猫 シマオ 役
- 母さん 福士幸次郎 役
- ドラキュラ伝説 ジャック・セワード 役
- RENT
- ダンス・オブ・ヴァンパイア 宿屋の亭主・シャガール 役
- ブラッド・ブラザーズ ナレーター 役
- ミュージカル サンリオピューロランド「Someday III 〜光の世界へ〜」 東の国の王バッソ 役【映像出演】
- 蒼穹のファフナー（「FACT AND RECOLLECTION」の再演と音楽劇） 真壁史彦 役
- ロミオ＆ジュリエット　神父役
- スクルージ ジェイコブ・マーレイ 役
- イン・ザ・ハイツ  ケヴィン・ロザリオ役、他
- スウィーニー・トッド　タービン役
- 虹のプレリュード ルーペク役
- ボンベイ・ドリームス　マダン役
- リトル・ナイト・ミュージック　執事役
- パレード　ニュート・リー他
- ホイッスル・ダウン・ザ・ウィンド　ー汚れなき瞳ー　　エドワード役
- おお！活動狂時代（1990年、劇団薔薇座） グリフィス 役[4]）
- スウィーニー・トッド フリート街の悪魔の理髪師 ターピン 役[5]
- メリー・ポピンズ ブーム提督 / 頭取 役[6]

### 映画
- クジラ 極道の食卓（2009年）

### テレビドラマ
- 先生のお気に入り（1991年）
- 新・半七捕物帳 第10話「三つの声」（1997年、NHK総合） - 平八
- 刑事7人 シーズン4 第9話（2018年）、シーズン5 最終話（2019年） - 小岩純一

### テレビアニメ
- 遊☆戯☆王デュエルモンスターズ（2001年） イシュタール家先代長 役
- こちら葛飾区亀有公園前派出所
  - 第265話「下町銭湯絵巻」（2002年） 折原頑次郎 役
  - 第324話「麗子のかわいい王子様」（2004年） フーガ13 役
- 獣旋バトル モンスーノ（2012年） タリス教授 役

### 吹き替え
- アナと雪の女王 パビー 役[7]
  - アナと雪の女王2[8]
- アリー my Love
- ER緊急救命室 シーズン10 コリン 役〈ケヴィン・サスマン〉
- 天使のわんちゃん チャーリーとイッチー チャーリー 役
- ポカホンタスII/イングランドへの旅立ち ジョン・ロルフ 役
- クレイドル・ウィル・ロック
- パワーパフガールズ ユートニウム博士 役、他脇役多数（2001年 - 2005年、2009年）
  - パワーパフガールズ・ムービー
- パワーパフガールズ:ダンスパンツにご用心! ユートニウム博士 役（2014年）
- 不思議の国のアリス（NHK放送版） 浮かれウサギ 役
- アイス・エイジ レニー 役
- プリンセスと魔法のキス ファシリエ 役
- モアナと伝説の海 トゥイ 役
  - モアナと伝説の海2[9]
- マペットのホーンテッドマンション ゴーストホスト 役〈ウィル・アーネット〉
- スクルージ:クリスマス・キャロル 現在の精霊 役

### その他
- カートゥーン ネットワークスポットCM ユートニウム博士 役
- サンリオピューロランド「不思議の国のハローキティ」 冠屋 役
- 東京ディズニーシー「アナとエルサのフローズンジャーニー」 パビー 役
- 東京ディズニーランド「ザ・ヴィランズ・ハロウィーン“Into the Frenzy”」 ファシリエ 役

### 演出・歌唱指導
- クローサー・ザン・エヴァー
- ミュージカル 森は生きている
- マイ・フェア・レディ
- 十二夜
- 風と共に去りぬ
- 肝っ玉おっ母とその子供たち
- ドラキュラ伝説
- 東宝版RENT
- 松平健特別公演
- リトル・ナイト・ミュージック
- ホイッスル・ダウン・ザ・ウィンド
- The View Upstairs-君と見た、あの日-